# Doire Ripaire
«  Dora Riparia » redirige ici. Pour les autres significations, voir Dora et Riparia.
Pour les articles homonymes, voir Doire.
 (mai 2017).
Si vous disposez d'ouvrages ou d'articles de référence ou si vous connaissez des sites web de qualité traitant du thème abordé ici, merci de compléter l'article en donnant les références utiles à sa vérifiabilité et en les liant à la section « Notes et références ».
La Doire Ripaire (en italien : Dora Riparia et Dòira Rivaira en piémontais) est un cours d'eau du Piémont long de 125 km, doté d'un bassin de 1 251 km2, et affluent de rive gauche du Pô.
Son parcours se déroule presque entièrement dans le val de Suse en Province de Turin.

## Hydronymie
Le qualificatif Riparia est une formation savante empruntée au latin populaire riparia désignant une région proche d’un cours d'eau ou de la mer, c'est la forme substantivée du latin classique riparius « qui se trouve, se tient sur les rives », dérivé de ripa qui veut dire « rive », « bord de l'eau » à l'aide du suffixe -aria de localisation,. Ce latin populaire riparia a donné les mots rivière en français, ribiero en ancien provençal, riviera en italien du nord, ribera en espagnol, dont les significations vont de « rivage, bord d'un cours d'eau » à « rivière ».
Doire est attesté sous la forme latin Duria minor, par opposition à Duria Maior « Doire baltée ». Cet hydronyme dériverait d'une racine hydronymique *dur- pré-indo-européenne ou pré-celtique selon les cas. Albert Dauzat a rattaché ce nom de rivière à une racine hydronymique pré-celtique *dor- qui est bien attestée en Europe occidentale en France. Le sens de cet élément est cependant inconnu. Parmi les homonymes, on trouve :
- la Doire Baltée,
- la Doire de Bardonnèche (torrent de Bardonnèche),
- le Douro au Portugal,
- la Dore en France est un affluent de l'Allier,
- la Doire, une rivière du Massif central, affluent de la Bertrande.
- Dans cette aire piémontaise, des toponymes sont composés avec Dora :
  - Montalto Dora,
  - Villar-sur-Doire,
  - Baio Dora, un quartier d'Ivrée.

## Parcours
Le cours d'eau naît sur les Alpes cottiennes en territoire français, près du col de Montgenèvre sous le nom de Piccola Dora (Petite Doire), prenant après quelques km plus en aval près de Cesana Torinese la dénomination propre de Doire Ripaire (Dora Riparia), à la suite de la confluence avec le torrent Ripa (provenant du val Argentera) et le torrent Thuras de Bousson.
Près d'Oulx, la rivière grossit par l’apport à gauche de son principal affluent la Dora di Bardonecchia, puis peu avant la commune de Suse, elle reçoit le Rio Galambra, le Rio Clarea et le torrent de la Cenischia, dernier tributaire notable.
La Doire Ripaire traverse Suse avec un cours impétueux et particulièrement copieux en eau et reçoit seulement des affluents de peu d’importance parmi lesquels, de sa gauche, le Gravio de Condoue, le Sessi de Caprie et le Messa de Almese, et à sa droite le Rio Scaglione de Méans et le Gravio de Villar Focchiardo.
En direction sud-est, elle baigne la cité de Bussolin et tout le bas Val de Suse.
Arrivée en plaine, elle traverse les territoires des communes de Avigliana, Alpignano, Pianezza, Collegno et la grande zone métropolitaine de Turin ; là, après avoir traversé le parco della Pellerina, elle continue sa descente sur la partie nord de la ville pour aller confluer dans le Pô près du Parco Colletta de Turin.

## Principaux affluents
- Cenischia (Moncenisio-Suse).
- Dora di Bardonecchia (Bardonnèche-Oulx).
- Rio Gerardo (Colle del Sabbione -Bussolin).
- Torrente Gravio (Punta Cristalliera-Villar Focchiardo).
- Torrente Gravio di Condove (Punta Sbaron-Condove).
- Torrente Messa (Colle del Lys-Avigliana).
- Rio Prebec (Grand'Uia-Chianocco).
- Torrente Ripa (Monte Gran Queyron, -Cesana).
- Rio Scaglione (Vallone degli Adretti).
- Torrenti Sessi (Colle del Colombardo -Caprie).
- Torrente Thuras (Colle di Thuras-Cesana)

## Régime hydrologique
Le régime de la Doire Ripaire est du type nivo-pluvial, avec des crues sur la fin du printemps-été et automne et sec en hiver.
Malgré un bon débit moyen de 26 m3/s. la variation de débit du fleuve subit des hausses saisonnières avec des crues parfois désastreuses en cas de fortes précipitations, comme celle d’octobre 2000 (plus de 700 m3/s à Turin) qui inonda les centres de Suse, Bussolin et quelques quartiers de Turin, ou la récente du 30 mai 2008 qui rejoignit le niveau de celle de 2000, inondant la commune de Bussolin.

### Débit moyen
Source : AA.VV., Piano di tutela della acque - Allegato tecnico II.h/1 Bilancio delle disponibilita' idriche naturali e

## Histoire

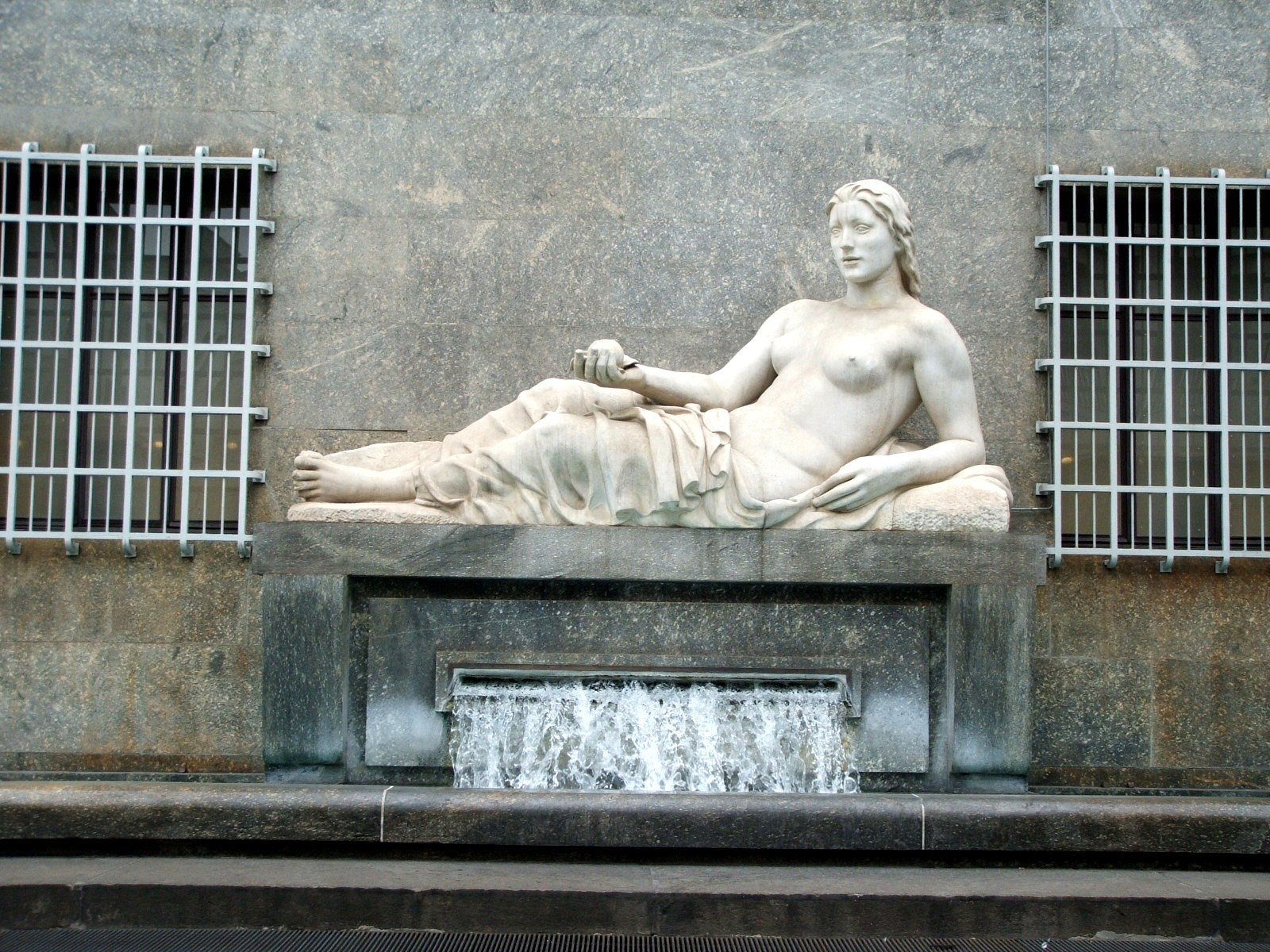
Statue à la Doire Ripaire, place CNL, Turin.

À la confluence de la Doire Ripaire dans le Pô, fut créée la cité de Turin à l’époque romaine. La Doire Ripaire a longtemps été la principale ressource énergétique : déjà au Moyen Âge ses eaux était déviées vers des canaux (duriae), qui alimentaient les moulins et autres implantations.
Au XXe siècle, le développement industriel et urbanistique a notablement dégradé la qualité des eaux du fleuve ; l’œuvre d’assainissement a seulement commencé dans les années 1990.
En 1999, l'Agence régionale pour la protection Ambientale (ARPA) de Grugliasco a réalisé une étude de toute la Doire Ripaire et de tout le Sangone, qui a révélé leur grave pollution.
En 2002, est né le parco agro-naturale della Dora Riparia, financé par la commune de Collegno et la région du Piémont pour préserver le patrimoine naturel.